# 寺崎 (佐倉市)
寺崎（てらざき）は、千葉県佐倉市の大字。郵便番号285-0818。

## 地理
北は印南、北東は鏑木町、東は寺崎北、南東は大崎台、南は太田、南西は四街道市亀崎、西は羽鳥、北西は飯重に隣接している。

## 世帯数と人口
2017年（平成29年）10月31日現在の世帯数と人口は以下の通りである。
| 大字 | 世帯数  | 人口  |
| ---- | ------- | ----- |
| 寺崎 | 229世帯 | 565人 |

## 小・中学校の学区
市立小・中学校に通う場合、学区は以下の通りとなる。
| 地域 | 小学校             | 中学校             |
| ---- | ------------------ | ------------------ |
| 全域 | 佐倉市立寺崎小学校 | 佐倉市立根郷中学校 |

## 施設
- JAいんば佐倉経済センター
- JAいんば佐倉出荷センター
- 寺崎集会所
- 密蔵院
- 神明神社
- 北六所神社
- 南六所神社
- 天満宮
- 市場稲荷神社

## 交通

### 道路
- 主要地方道
  - 千葉県道65号佐倉印西線
- 都道府県道
  - 千葉県道136号佐倉停車場千代田線